# Teknisk keramik
Teknisk keramik er keramisk materiale baseret på rene keramiske pulvere som  aluminiumoxid, siliciumkarbid, siliciumnitrid, zirconiumoxid, aluminiumnitrid og borcarbid. Det produceres almindeligvis ved tekniske processer, da disse stoffer ikke findes i naturen. Pulverne blandes med vand og tilsætningsstoffer og brændes som al anden keramik. De mekaniske egenskaber i teknisk keramik er væsentligt bedre end i almindelig keramik på grund af renheden af de keramiske pulvere. Teknisk keramik kan modstå temperaturer på over 1000°C, det er kemisk bestandigt, hårdt og slidstærkt.
Teknisk keramik bruges til udstyr som skal tåle kontakt med aggressive kemikalier. Til tændrør, som skal modstå høje temperaturer, til vævemaskiner, som skal kunne tåle slid af garn, som løber igennem, i tekniske knive som ikke må blive sløve og i hjulaksler som ikke må slides ned.
Teknisk keramik kan forstærkes ved indlejring af keramiske fibre, hvorved både stødsikkerhed og brudstyrke øges.